# Listă de personalități aromâne
Aceasta este o listă de personalități aromâne.

## Actori, scriitori
- Constantin Belimace - poet
- Toma Caragiu - actor[1]
- Ion Caramitru- actor[1][nefuncțională]
- Hristu Cândroveanu - critic literar, poet, prozator, traducător și publicist
- Nicu Constantin - actor
- Victor Eftimiu - dramaturg, eseist, povestitor, scriitor și traducător
- Constantin Gane - prozator și memoralist
- Teohar Mihadaș - poet, prozator, eseist, educator
- Dan C. Mihăilescu[2]
- Gellu Naum - poet, prozator, dramaturg, traducător, eseist
- Sergiu Nicolaescu - regizor, scenarist, actor[3]
- Sextil Pușcariu - filolog, lingvist, istoric literar, pedagog, cronicar muzical și teatral, publicist și academician
- George Vraca - actor[4]

## Artă
- Theodor Aman - pictor
- Lena Constante - artistă plastică, folcloristă
- Arghir Culina - arhitect și sculptor monumentalist
- Stere Gulea - regizor și scenarist[5]
- Cristian-Valeriu Hadji-Culea - regizor de teatru[5]
- Ion Lucian Murnu -  pictor
- Sergiu Nicolaescu, regizor,

scenarist, actor
- Constantin Pacea - pictor
- Ion Pacea - pictor, actor
- Camil Ressu - pictor[5]
- Gheorghe Simotta - arhitect

## Biserică
- Sfântul Părinte Arsenie Papacioc[6]
- Sfântul Mitropolit Andrei Șaguna, mitropolit ortodox al Transilvaniei, militant pentru drepturile ortodocșilor și ale românilor din Transilvania, fondator al Gimnaziului Românesc din Brașov (1851), membru de onoare al Academiei Române.[7]

## Literatură
- Dumitru Caracostea - critic, istoric literar și stilistician al literaturii române
- Nicu Caranica - poet, om de cultură
- Nicolae Caratană - poet, membru al Uniunii Scriitorilor din România
- Constantin Noica - filosof, poet, eseist, publicist și scriitor.[8]
- Constantin Papanace - autor, istoric, publicist, membru al Mișcării Legionare

## Știință
- Nicolae Batzaria - prozator și publicist, senator în parlamentul otoman
- Marcu Beza, scriitor și diplomat român[necesită citare]
- Leon Boga - scriitor și istoric
- Theodor Capidan - lingvist[necesită citare]
- Constantin Caracaș[9]  - medic
- Elie Carafoli[10] - pionier al aerodinamicii, academician
- Matilda Caragiu Marioțeanu - lingvist, poet, membră a Academiei Române[11], sora lui Toma Caragiu
- Neagu Djuvara - diplomat și istoric[11]
- Dimitrie Gerota - medic, radiolog și urolog, membru corespondent al Academiei Române
- Vintilă Horia - diplomat, eseist, filozof, jurnalist, pedagog, poet și romancier
- Apostol Mărgărit - diplomat și profesor
- Mina Minovici[10]
- George Murnu - istoric, traducător al lui Homer in limba română.[12]
- Remus Niculescu - istoric de artă
- Cezar Papacostea - scriitor și traducător, membru corespondent al Academiei Române
- Șerban Papacostea - istoric, membru titular al Academiei Române
- Victor Papacostea - istoric, fruntaș al PNL și fost subsecretar de stat la Ministerul Educației Naționale
- Ovidiu Papadima - eseist, istoric literar, cronicar literar și folclorist
- Tache Papahagi[13]
- Dionisie Pippidi - arheolog, epigrafist și istoric, membru titular al Academiei Române
- Dan Drosu Șaguna - jurist, fost președinte al Curții de Conturi a României
- Nicolae-Șerban Tanașoca[necesită citare]

## Comerț
- Stere Farmache - economist, fost director al Bursei de Valori București
- Nicolae Malaxa - industriaș
- Iorgu Steriu - comerciant
- Evanghelie Zappa

## Politică
- Gheorghe Alexianu - doctor în drept, conferențiar universitar, fost guvernator al Transnistriei
- George Becali - europarlamentar[14]
- Barbu Bellu - fost ministru al culturii si justitiei[necesită citare]
- Costică Canacheu - parlamentar
- Eugeniu Carada[15]
- Mircea Ciumara - fost ministru de Finanțe, deputat PNȚ-cd[14]
- Paul Craja - medic, membru al Partidului ”Totul pentru țară”
- Alexandru Ghica - jurist, om politic legionar, Director General al Siguranței Statului și Polițiilor
- Octavian Goga - poet, fost Prim Ministru[14]
- Emanuil Gojdu - senator al Ungariei, fondator al Fundației Gojdu/Gozsdu, avocat de succes și patriot ardelean.[16]
- Pantelimon Halippa - publicist și fost Președinte al Sfatului Țării
- Constantin Papanace - istoric și om politic legionar.[necesită citare]
- Puiu Hașotti - senator, vicepreședinte al PNL[14]
- Ioan Ianolide - scriitor, membru al Frățiilor de Cruce
- Constantin Maimuca - jurist, director adjunct al Siguranței în perioada Statului Național-Legionar
- Constantin Stere - om politic, jurist, savant și scriitor, fost Președinte al Sfatului Țării
- Alexandru Petrino - politician și patriot român, deputat în Dieta Bucovinei și în Consiliul Imperial Austriac, Ministru al Agriculturii al Imperiului Austriac.
- Michael Dukakis - Guvernatorul statului Massachusetts în anii 1975-1979 și 1983-1991, candidat la președinția Statelor Unite în alegerile din 1988. Născut într-o familie compusă dintr-un tată grec și mamă aromâncă.

## Muzică
- Gheorghe Bujduveanu, compozitor, dirijor (muzică clasică, corală)[17]
- Stelu Enache
- Gică Coadă
- Elena Gheorghe
- Sirma Guci

## Sport
- Simona Amânar - gimnastă[18]
- Hristu Chiacu - fotbalist
- Cristian Gațu - handbalist[18][19]
- Gheorghe Hagi - fotbalist[18]
- Simona Halep - jucătoare de tenis[18][20]
- Elizabeta Samara - campioană europeană la tenis de masă
- Ianis Zicu - fotbalist

## Aromâni celebri din afara României
- Kaliopi Bukle - cântăreață din Macedonia de Nord[21]
- Sotirios Bulgaris - fondatorul casei de bijuterii italiene Bulgari[necesită citare]
- Konstantin (Theodor) Dumbas - ambasador al Austriei.[22]
- Nikolaus Dumbas - parlamentar în Austria, fondator financiar al Universității din Atena[22]
- Stergios (Sterie) Dumbas - cel mai bogat aromân plecat din Vlasti, Grecia[22]
- Odysseas Elytis - laureat al Premiului Nobel pentru Literatură[necesită citare]
- Pitu Guli - erou, luptător cu arma în mână pentru drepturile aromânilor și macedonenilor
- Frații Manakia
- Zaharia Pană
- Fanula Papazoglu - savant clasic, epigraf și academician, fondatoare a Centrului pentru epigrafie antică și numismatică din Belgrad
- Giorgos Seferis - laureat al Premiului Nobel pentru Literatură[necesită citare]
- Gheorghe Sina - politician, om de afaceri din Austria.
- Herbert von Karajan - dirijor și muzician austriac[necesită citare]